# Войшин (Нижньосілезьке воєводство)
Войшин (пол. Wojszyn, нім. Woischau) — село в Польщі, у гміні Пенцлав Ґлоґовського повіту Нижньосілезького воєводства.
Населення — 143 особи (2011).
У 1975-1998 роках село належало до Легницького воєводства.

## Демографія
Демографічна структура станом на 31 березня 2011 року:
|          | Загалом | Допрацездатний вік | Працездатний вік | Постпрацездатний вік |
| -------- | ------- | ------------------ | ---------------- | -------------------- |
| Чоловіки | 64      | 16                 | 43               | 5                    |
| Жінки    | 79      | 24                 | 39               | 16                   |
| Разом    | 143     | 40                 | 82               | 21                   |